# .ls
.ls je vrhovna internetska domena za Lesoto.

## Vanjske poveznice
- IANA .ls whois informacija  Arhivirana inačica izvorne stranice od 27. travnja 2006. (Wayback Machine)